# Piccola danzatrice di quattordici anni
Piccola danzatrice di quattordici anni (in francese Petite danseuse de quatorze ans) è un modello in cera realizzato dal pittore Edgar Degas, dal quale sono poi state eseguite varie sculture bronzee esposte oggi in varie gallerie in tutto il mondo.

## Storia

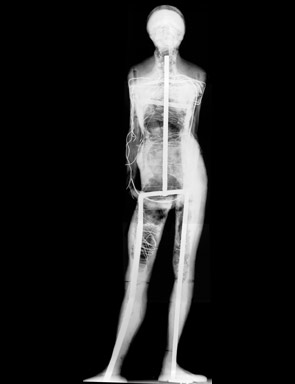
Come rivelato dalle radiografie a raggi X, Degas per realizzare la Ballerina di quattordici anni ha modellato la cera su incastellature interne di metallo.

Edgar Degas fu uno dei pochi pittori dell'Ottocento che, a un certo punto della sua carriera, rinunciò alla bidimensionalità offerta dalla tela e iniziò a ricercare soluzioni plastiche per le proprie problematiche figurative, nel segno di un rapporto più sincero con la materia. Agli scorci degli anni ottanta del XIX secolo, infatti, Degas si accostò alla scultura, intendendola «come un’esperienza da aggiungere alle altre»: i soggetti delle sue produzioni scultoree continuano infatti a essere fantini, donne alla toeletta e, soprattutto, ballerine, come nel caso di questa Piccola danzatrice di quattordici anni.
Il modello in cera dell'opera - mai, infatti, Degas fu animato dal proposito di «lasciare dietro di sé qualcosa in bronzo – materia
destinata all'eternità!» trattandosi di «una responsabilità troppo grande» - fu esposta nel corso della sesta esibizione degli Impressionisti, che ebbe luogo nel 1881. Com'è immaginabile, sulla scultura si riversò un coro indignato di critiche. Trianon suggerì velenosamente di presentare l'opera «non in un'esposizione d'arte, ma in un museo di zoologia, d'antropologia o di fisiologia». Ancora più maligne furono le critiche di Elie de Mont, secondo cui la statuetta, del tutto simile «a una scimmia, a un azteco», era «da mettere sotto formalina e da spedire al Museo Dufuitreu di patologia umana». Ben pochi critici, d'altronde, si astennero dal fomentare questo succès de scandale: la fisionomia della ragazzina, per esempio, fu ritenuto da Mantz «di una sfrontatezza bestiale» e Jules Claretie fu categorico nell'asserire «il muso vizioso di quella fanciulla appena pubere, fiorellino di strada, resta indimenticabile».
Ben più lusinghiero fu invece il commento dell'astro letterario del tempo Joris-Karl Huysmans, che affermò: «Raffinata e barbara allo tempo stesso, col suo abito ingegnoso e le sue carni colorate che palpitano, solcate dal lavorio dei muscoli, questa statuetta è il solo tentativo di vera modernizzazione della scultura che io conosca». Oltre all'Huysmans, furono sostanzialmente in pochi (Auguste Renoir e il critico Charles Ephrussi) ad apprezzare lo spregiudicato realismo dell'opera, che nel suo complesso si ispirava ai manichini esposti alle mostre etnografiche parigine, alle statue in cera di Madame Tussauds a Londra e alla presepistica napoletana del XVII e XVIII secolo. La statuetta, alta novantotto centimetri, era collocata su una base lignea, a mimare i parquet del foyer di danza o il pavimento dei palcoscenici, ed era protetta persino da una teca, strumento con cui Degas ribadiva la dignità artistica della sua opera. L'attività scultorea di Degas, sconosciuta ai più quando il pittore era ancora in vita, venne valorizzata dopo la sua morte, quando nel suo atelier vennero trovate centocinquanta sculture di cera o di terra: fu in questo modo che dall'originale in cera del 1879-1881 vennero prodotte diverse copie in bronzo patinato, oggi esposte nelle gallerie di tutto il mondo.

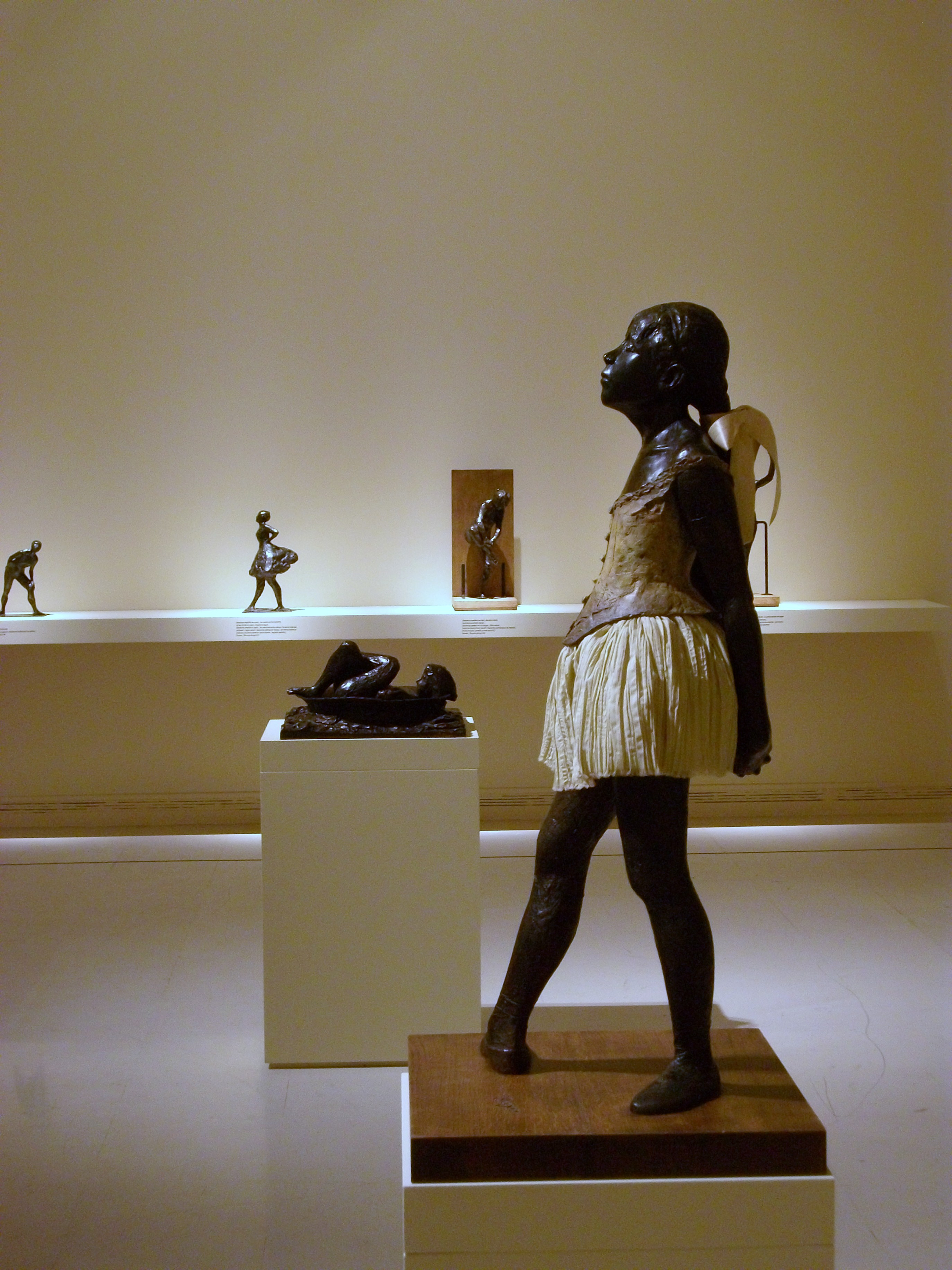
Fotografia della scultura

La scultura porta alle estreme conseguenze la logica del Realismo. Impiegando un materiale morbido come la cera, migliore del bronzo per riprodurre la tenerezza degli incarnati, Degas qui rappresenta una ballerina stante in attesa, con il volto proteso verso l'alto, la gamba destra avanzata di mezzo passo, la capigliatura di crini di cavallo raccolta in un elegante fiocco, il busto eretto, il piede destro ruotato a squadra e le mani incrociate dietro la schiena. Questa ballerina, che al momento della sua esposizione come si è visto venne apostrofata come «scimmia», oggi colpisce per il suo vibrante realismo, ottenuto grazie a una sapiente polimatericità: alla finzione della carne, infatti, si contrappone la «realtà» del tulle grezzo e del raso impiegati per gli altri elementi dell'opera, come il corsetto, il tutù e il nastro del fiocco.
Lo stesso Degas era ben consapevole della portata iperrealistica dell'opera e non ha esitato a scavare anche nella psicologia del personaggio, mettendo in risalto la sua tensione psicologica, la sua sete di dignità, la sua stanca irresolutezza: «la scimmia che vedevano i suoi denigratori» osservano i critici Giorgio Cricco e Francesco di Teodoro «ci appare, invece, come il ritratto palpitante di un’adolescente che sta affacciandosi alla vita con trepidazione e speranza e che, tramite la gentile metafora della prova di danza, allude di fatto ai tanti problemi e alle difficoltà che l'età adulta porterà necessariamente con sé». Ad aver posato per la scultura, in effetti, è Marie Van Goethem, della quale si parlerà nel paragrafo successivo.

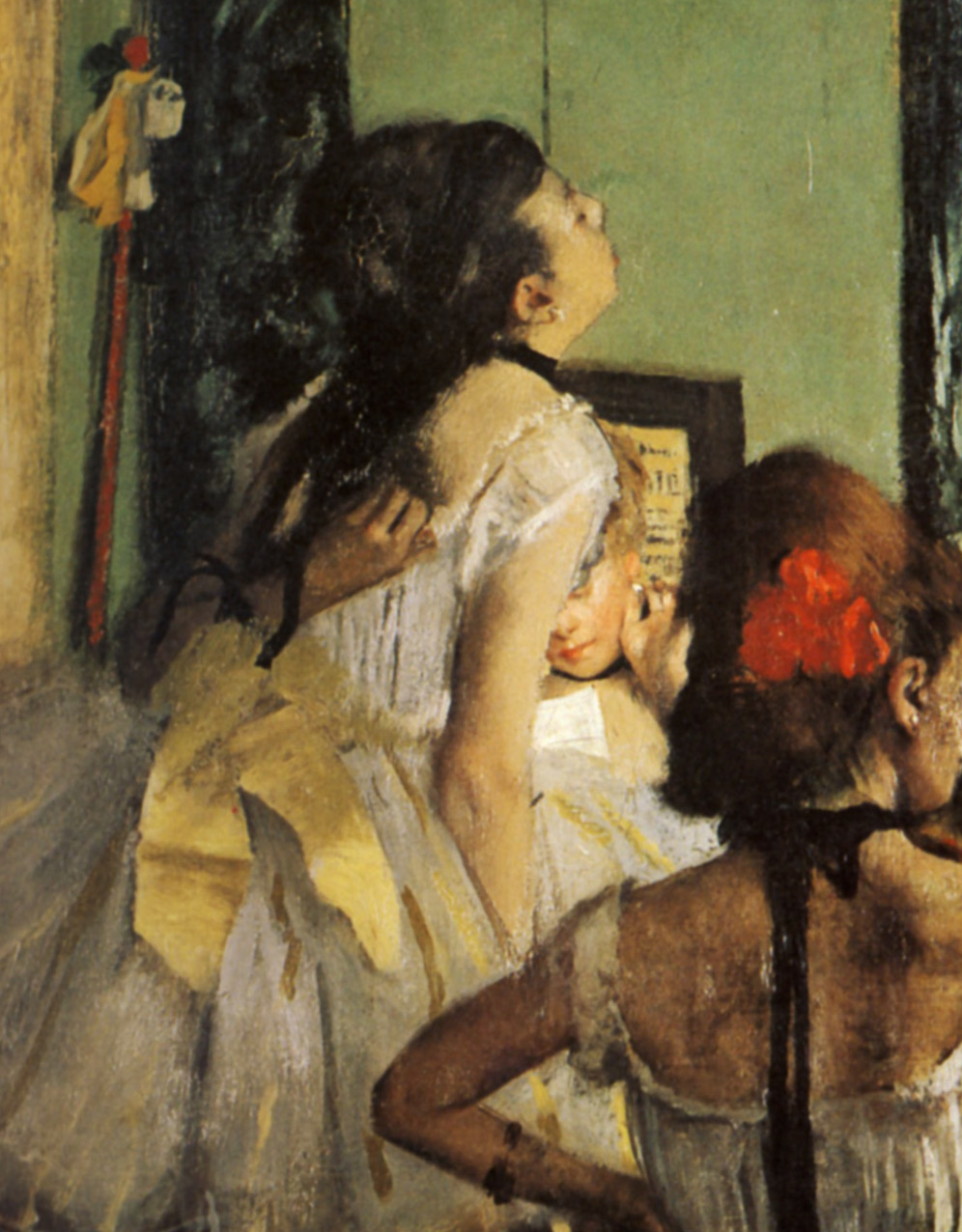
Edgar Degas, La lezione di danza (1873-1875); olio su tela, 85×75 cm, museo d'Orsay, Parigi. Particolare di Marie van Goethem che si gratta pigramente la schiena.

### La modella: Marie van Goethem
Dietro il volto della timida ballerina quattordicenne immortalata di Degas si cela la triste vicenda esistenziale di Marie Van Goethem, una bambina che - pur sognando di solcare il pavimento dell'Opéra di Parigi - finì per essere oppressa dall'emarginazione e dalla solitudine. Nata il 7 giugno 1865 a Parigi da due immigrati belgi - il padre era un umile sarto, mentre la madre per vivere faceva la lavandaia - Marie trascorse la sua prima fanciullezza nel quartiere di Notre-Dame de Lorette, tristemente noto fin dal XIX secolo per le gravi condizioni di degrado sociale, sfociato in fenomeni di criminalità e di prostituzione. Già da piccola Marie ambiva a diventare una ballerina: la danza, per lei, era una potente sorgente di vita e di gioia, in grado di vincere il dolore suscitato dall'alcolismo della madre e dall'egoismo delle sorelle. Decisa ad inseguire il proprio sogno, nel 1878 Marie iniziò a seguire le lezioni della scuola di ballo dell'Opéra di Parigi e, dopo solo due anni, superò l'esame di ammissione al corpo di ballo superiore, facendo il suo debutto sul palcoscenico nello stesso anno, con La Korrigane. Inevitabilmente Marie, divenuta ormai un'adolescente, incontrò all'Opéra Edgar Degas, pittore notoriamente appassionato al mondo del teatro e disposto a pagarla come modella per le proprie opere. La petite danseuse divenne in breve tempo la modella prediletta da Degas: ella, in effetti, entrò in pompa magna nella sua autobiografia pittorica e scultorea, tanto che le sue fattezze sono riconoscibili non solo nella presente scultura, ma anche nel dipinto La lezione di danza, oggi esposto al museo d'Orsay.
Dopo l'esecuzione della Ballerina di quattordici anni, tuttavia, l'impegno di Marie per la danza si fece più discontinuo e fluttuante, sino a cessare del tutto e alla fine la ragazza accumulò così tante assenze che alla fine finì per non essere più ammessa alle lezioni di balletto. Sull'esempio della madre, purtroppo, la van Goethem si abbandonò al vizio e all'alcol, individuandovi l'unico mezzo per evadere dalla sofferenza e dalle difficoltà della vita, e iniziò a frequentare osterie tutt'altro che raccomandabili per delle giovani ragazze, come la Rat Mort e la Taverna Martiri. Il suo sogno di diventare étoile era ormai naufragato e, istigata dalla madre, iniziò probabilmente a prostituirsi: i confini tra danza e marciapiede, infatti, erano assai labili nell'Ottocento, a tal punto che le stesse ballerine venivano spesso additate con lo sprezzante appellativo di petit rat [topoline]. Dopo la scomparsa del suo nome dai registri dell'Opéra di Parigi di Marie van Goethem e delle sue tribolazioni si è persa ogni traccia: la documentazione pervenutaci ci rivela solo che la sorella maggiore Antonietta venne incarcerata per aver rubato settecento franchi da un avventore di una taverna e che la stessa Marie pure venne arrestata per aver tentato di borseggiare uno dei suoi clienti. Le burrascose vicende esistenziali di Marie van Goethem, in ogni caso, hanno ispirato diversi scrittori, i quali le hanno dato vita letteraria in opere come The Painted Girls di Cathy Marie Buchanan e Marie, Dancing di Carolyn Meyer.